# Barbacenia leucopoda
Barbacenia leucopoda är en enhjärtbladig växtart som beskrevs av Lyman Bradford Smith. Barbacenia leucopoda ingår i släktet Barbacenia och familjen Velloziaceae. Inga underarter finns listade.